# Lagos (Portugal)
Lagos es una ciudad portuguesa perteneciente al distrito de Faro, región del Algarve.
El municipio del mismo nombre al que pertenece tiene una población total de 33 500 habitantes. La ciudad en sí, histórica y turística, tiene aproximadamente 22 000 personas. La mayoría de la población vive en la costa y trabaja en turismo y servicios. La región interior, mucho menos habitada, se dedica a la agricultura y silvicultura. Lagos es una de las ciudades más visitadas en el Algarve y Portugal.[cita requerida]

## Demografía
| Gráfica de evolución demográfica de Lagos entre 1849 y 2021 |
|                                                             |
| Datos según el nomenclátor publicado por el INE portugués.  |

## Freguesias
Las freguesias de Lagos son las siguientes:
- Bensafrim e Barão de São João
- Luz
- Odiáxere
- São Gonçalo de Lagos

## Historia

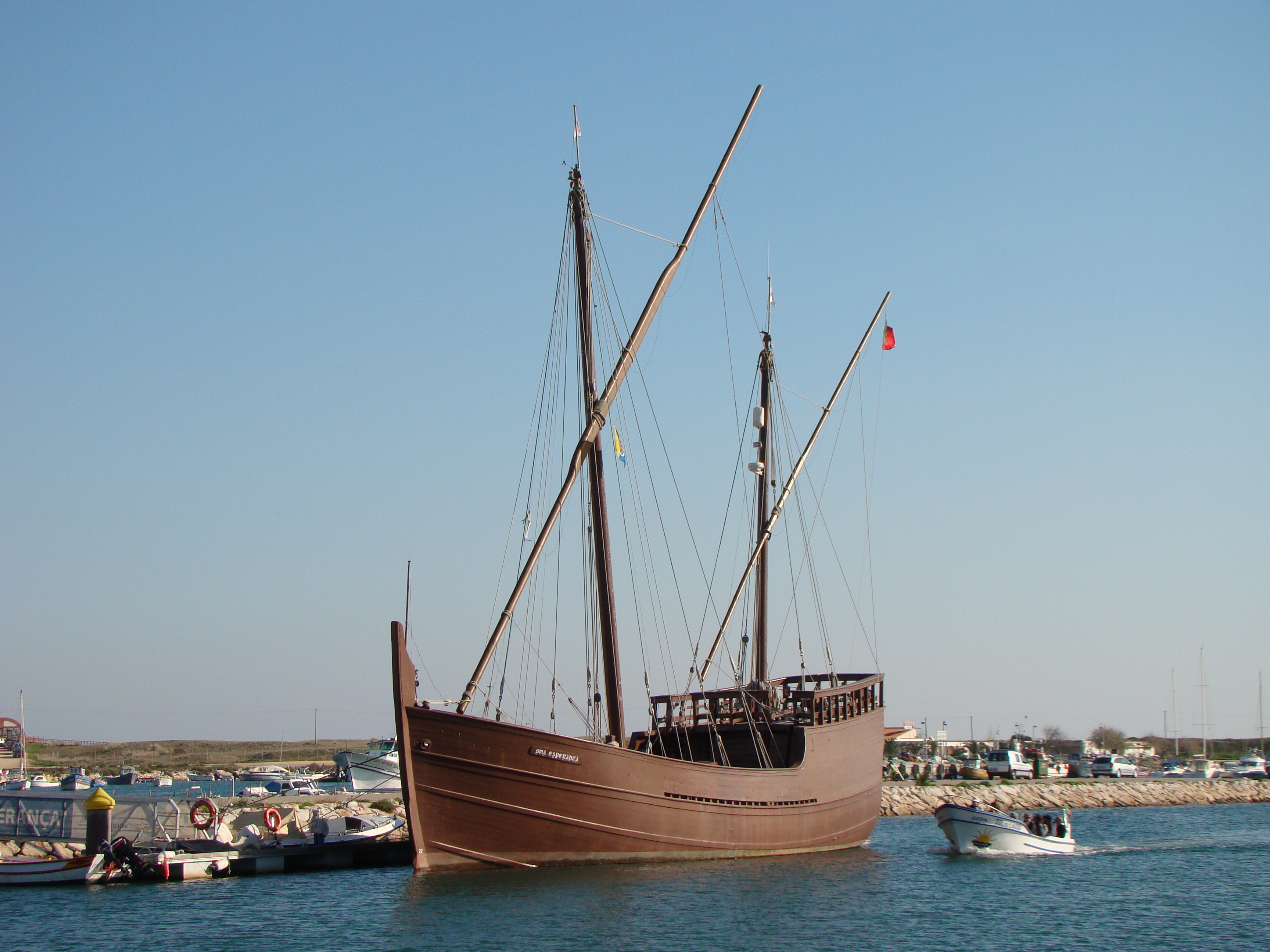
Réplica de la carabela Boa Esperança.

El primer asentamiento en la región de Lagos, llamado Laccobriga o Lacóbriga, fue fundado alrededor de 2000 años antes de Cristo por los conios.  Esta ciudad fue ocupada, sucesivamente, por cartagineses, romanos, bárbaros, musulmanes y cristianos.
Debido a su ubicación e importancia económica, se convirtió en un centro de coordinación muy importante de los descubrimientos portugueses. En 1573, fue declarada ciudad por el rey Sebastián, convirtiéndose en la capital del reino del Algarve, posición que mantuvo durante el dominio español. En Lagos se construyeron carabelas que luego fueron usadas por los exploradores portugueses. También fue la primera ciudad de Europa que tuvo un mercado de esclavos. 
Devastada tras el terremoto de Lisboa de 1755 tardó mucho tiempo en recuperarse. En el siglo XIX, participó activamente en las guerras napoleónicas y en la guerra civil portuguesa y  volvió a tener cierta importancia económica con la introducción de las primeras industrias a partir de mediados de siglo.
Después de la Segunda Guerra Mundial y antes de terminar el siglo XX se produjo una reducción gradual de su capacidad industrial y un aumento importante del turismo, convirtiéndose en la principal actividad económica del municipio.

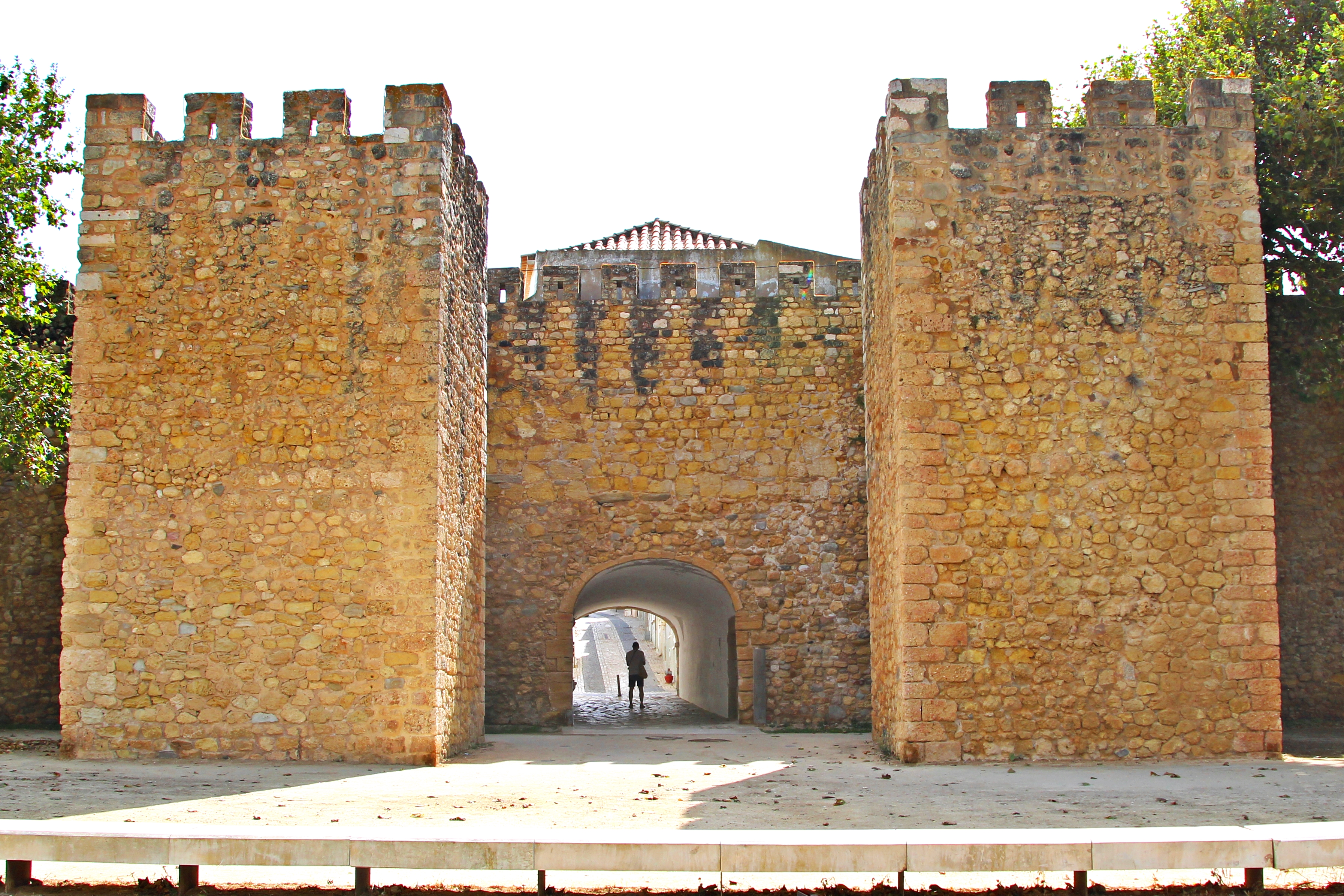
Castillo de los Gobernadores en Lagos

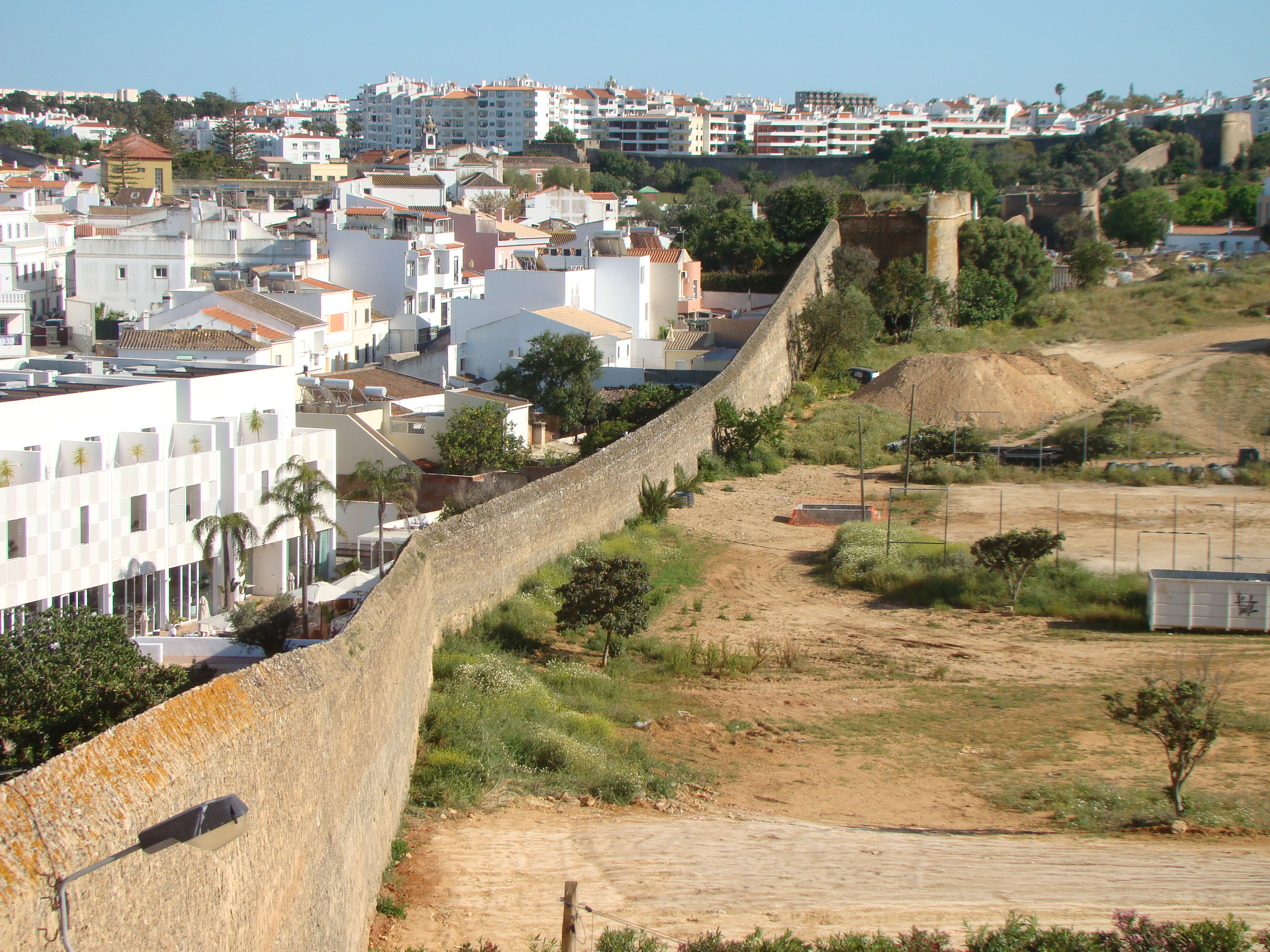
Muralla de Lagos

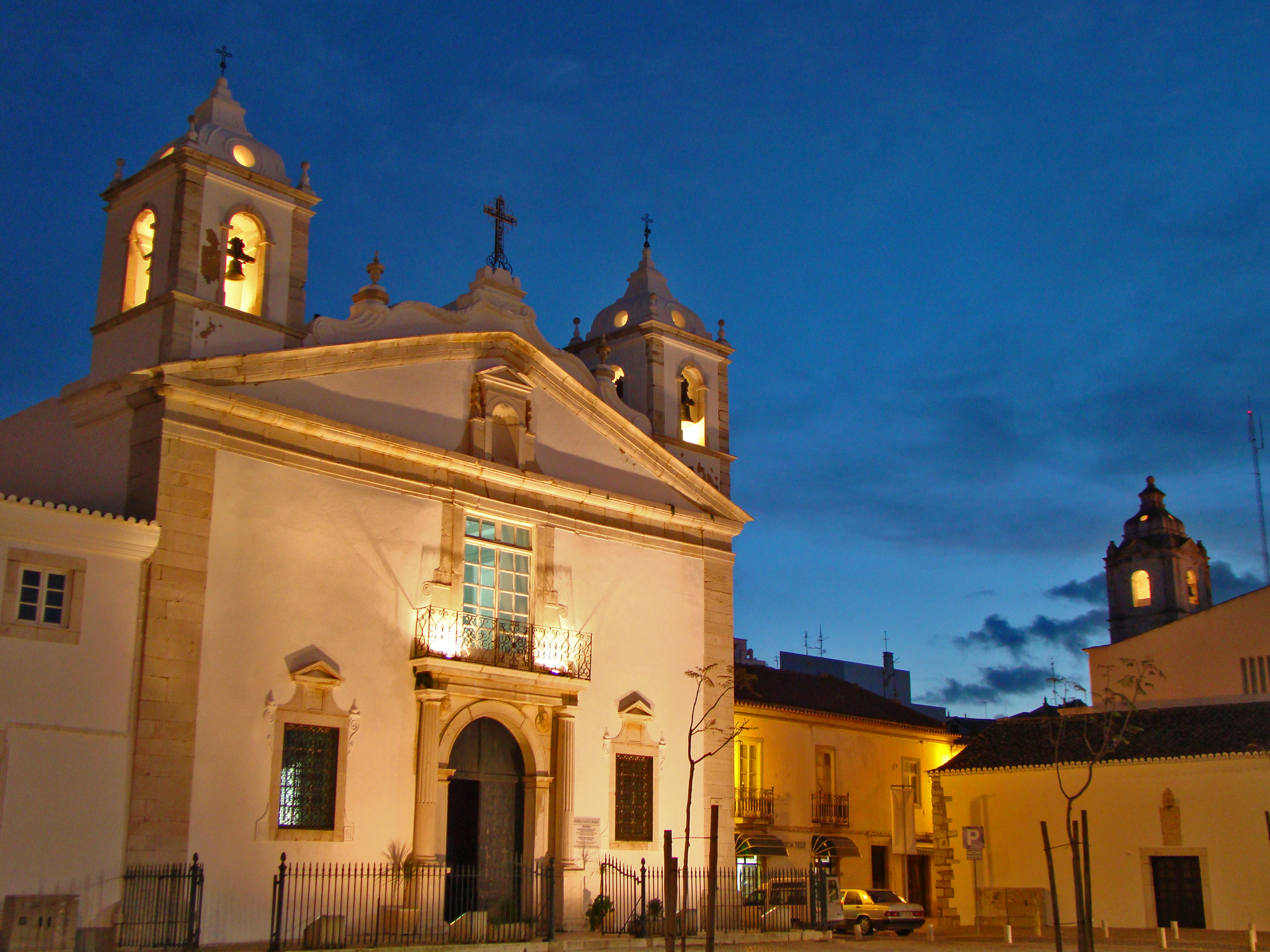
Portada de la Iglesia Parroquial de Santa María de Lagos

## Economía

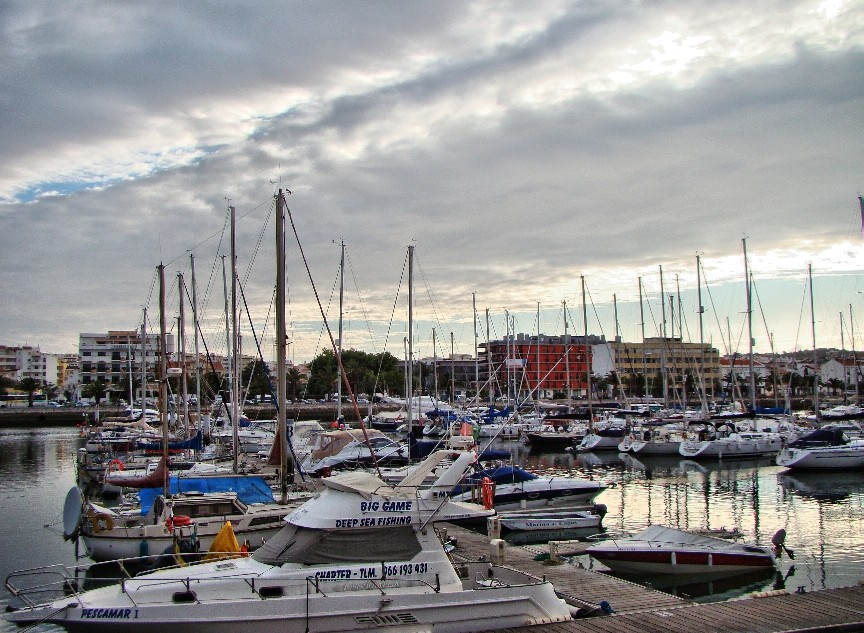
Marina de Lagos

La economía de Lagos, al igual que muchos pueblos de la costa de Portugal, siempre ha estado estrechamente ligada al mar, la pesca y ha sido una actividad importante desde tiempos muy antiguos. Desde 1960, la ciudad ha acogido el turismo, que se ha convertido su actividad económica más importante. Cuenta con hermosas playas, buen clima, el mar, una costa pintoresca, y el patrimonio histórico. La Marina de Lagos tiene 460 atraques para barcos y es un centro importante para cruceros de larga distancia, y también es famoso por su puente levadizo moderno. Lagos también tiene un montón de lugares de entretenimiento cultural y vida nocturna. Muchas tradiciones locales se celebran, que van desde la arquitectura hasta la gastronomía y la artesanía.
En gastronomía, se encuentran las especialidades locales: los herederos de Don Rodrigo y galletas a base de productos locales, como las almendras, los higos y los huevos.

## Monumentos y lugares de interés
En el año 2012, la Unión litoral otorgó a Lagos una medalla de oro QualityCoast en reconocimiento a sus esfuerzos por convertirse en un destino turístico sostenible. Gracias a este premio, Lagos ha sido seleccionado para ser incluido en el atlas global del turismo sostenible.

### Iglesia de Santo António

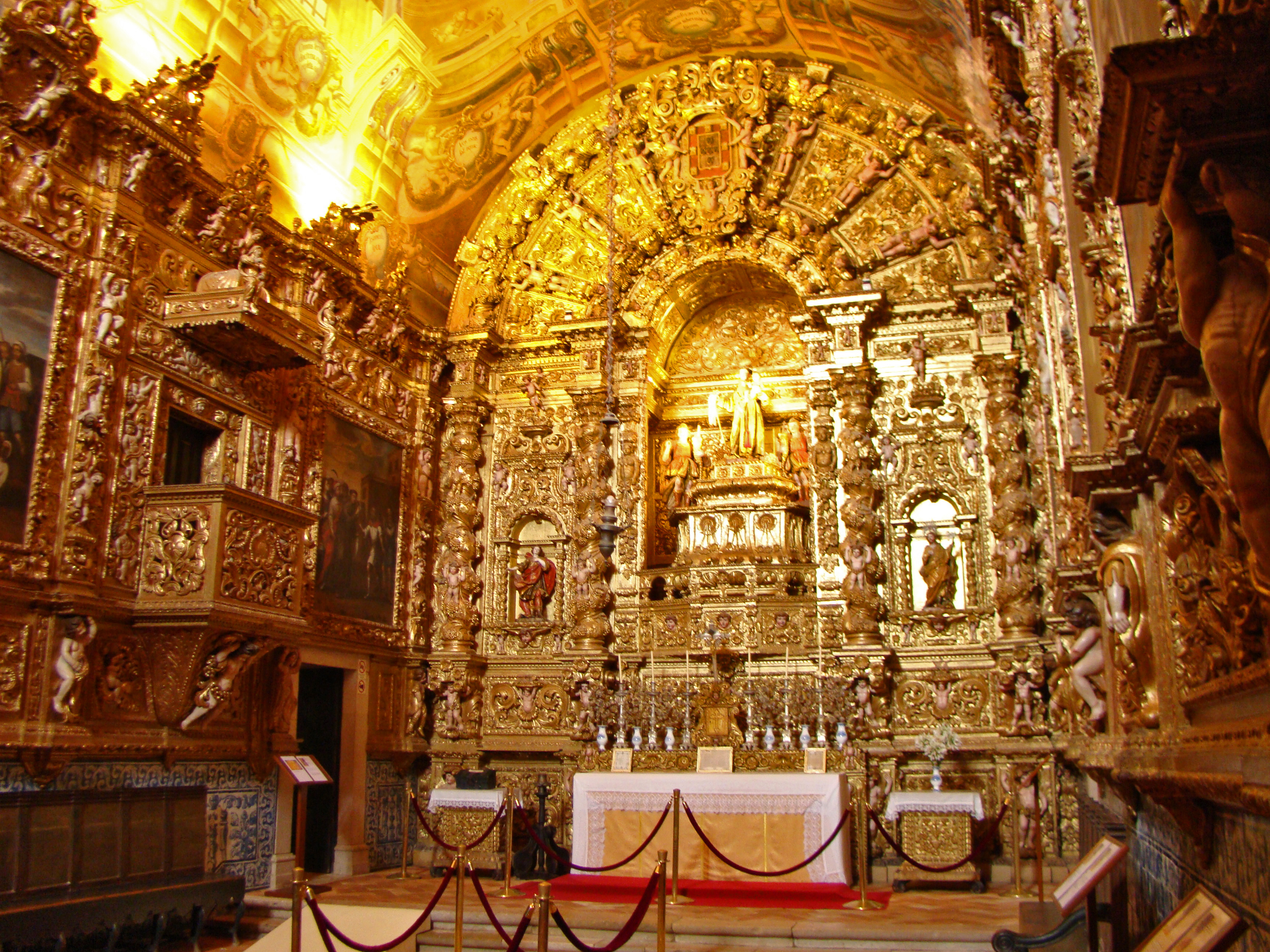
Interior de la iglesia de San Antonio

Su fachada simple con los campanarios diferentes, que data de 1715, contrasta con el gran espectáculo de la bella y rica decoración interior, que está recubierta de oro. Sus azulejos azules y blancos (siglo XVIII) y dorados, intrincadas tallas de madera (talha dourada) (entre las más bellas del país), llenan cada pulgada de las paredes de la nave, junto con las seis pinturas barrocas del Maestro José Joaquim Rasquinho, en representación de los milagros de San Antonio. La bóveda de madera pintada con un efecto de trompe-l'oeil, lo que lleva a pensar que es mucho mayor. Las estatuas policromadas de querubines jugando con los animales y los peces son una delicia para la vista.

### Fuerte Ponta da Bandeira

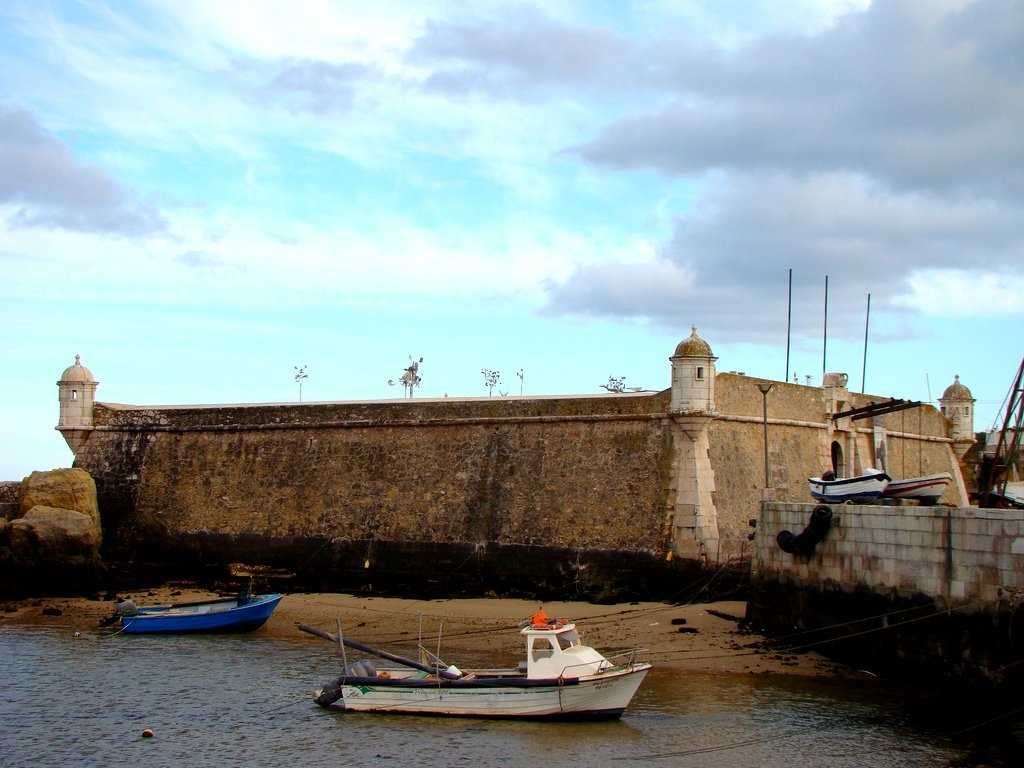
Ponta da bandeira fort

Este fuerte, también conocido en portugués como Forte do Pau da Bandeira, de Nossa Senhora da Penha de Francia o del Registo, está en el paseo marítimo, cerca de la entrada al puerto. Fue erigido como defensa de la ciudad durante la Guerra de Restauración portuguesa.

## Ciudad hermanada
- Palos de la Frontera (España)